# Tisaren
Tisaren är en sjö i Askersunds kommun och Hallsbergs kommun i Närke och ingår i Nyköpingsåns huvudavrinningsområde. Sjön är 20,6 meter djup och befinner sig 100 meter över havet. Sjön har en yta på 13,3 kvadratkilometer, är omkring 10 kilometer lång i öst och väst och 3,5 kilometer bred. Sjön avvattnas av vattendraget Nyköpingsån (Skräddartorpsån).
Fisket är rikt med gott om bl.a. gädda, abborre och gös. Vid provfiske har en stor mängd fiskarter fångats.
I Tisaren finns flera badplatser, bl.a. vid Tisarstrands camping vid sjöns nordostliga del och vid Talludens sommargård i sydväst. Sjön ligger vid Åsbro samhälle, men det är också nära till Hallsberg och Askersund. Vid sjöns norra strand finns fritidshusområdena Tisarbaden och Tisarstrand.

## Delavrinningsområde
Tisaren ingår i delavrinningsområde (654210-146421) som SMHI kallar för Utloppet av Tisaren. Medelhöjden är 120 meter över havet och ytan är 61,46 kvadratkilometer. Det finns ett avrinningsområde uppströms, och räknas det in blir den ackumulerade arean 108,55 kvadratkilometer. Avrinningsområdets utflöde Nyköpingsån (Skräddartorpsån) mynnar i havet. Avrinningsområdet består mestadels av skog (62 procent). Avrinningsområdet har 14,03 kvadratkilometer vattenytor vilket ger det en sjöprocent på 22,8 procent. Bebyggelsen i området täcker en yta av 0,74 kvadratkilometer eller 1 procent av avrinningsområdet.

## Fisk
Vid provfiske har följande fisk fångats i sjön:
| - Abborre - Björkna - Braxen - Gärs - Gädda - Karpfisk obestämd - Löja - Mört - Nissöga - Nors - Ruda | - Sarv - Sik - Sutare |